# Національна стрілецька асоціація
Національна стрілецька асоціація США (англ. National Rifle Association of America, NRA) — американська некомерційна асоціація, яка об'єднує прихильників права громадян на зберігання і носіння вогнепальної зброї. Створена 1871 року після Громадянської війни в США.

## Цілі та завдання організації

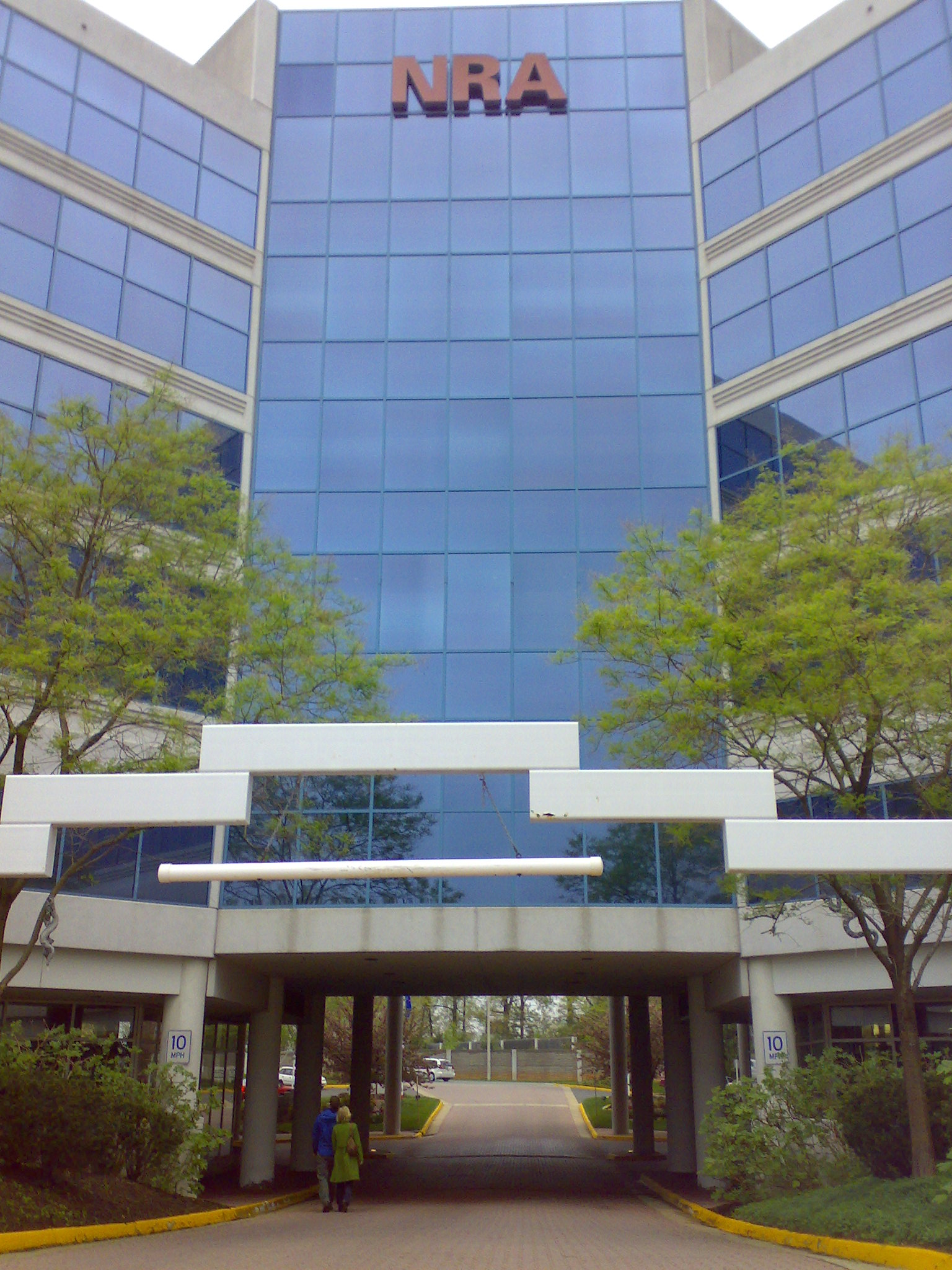
Штаб-квартира НСА в місті Ферфакс, штат Вірджинія.

Національна стрілецька асоціація позиціонує себе як позапартійну та некомерційну і як свої головні цілі проголошує захист Другої поправки до Конституції США (яка входить до складу Білля про права), а також захист особистих і майнових прав торговців зброї та власників вогнепальної зброї на полювання й самооборону в Сполучених Штатах.
Про створення організації під назвою Національна стрілецька асоціація офіційно було оголошено в Нью-Йорку 1871 року Вільямом Конантом Черчем і Джорджем Вудом Вінгейтом. Першим президентом Асоціації став колишній сенатор і відомий генерал армії сіверян періоду Громадянської війни в США Емброуз Еверетт Бернсайд. Майбутній президент США Улісс Сімпсон Грант був восьмим головою NRA, а генерал Філіп Генрі Шерідан був дев'ятим.
Національна стрілецька асоціація спонсорує курси навчання техніці безпеки при поводженні зі зброєю, а також техніці стрільби, проводить конкурси та спортивні змагання в стрілецьких видах спорту. Згідно з дослідженням, проведеним журналом «Форчун», законодавці та співробітники Конгресу США вважають NRA однією з найвпливовіших лобістських груп у країні. Ідеологічна діяльність даної асоціації заснована на принципі, що право на володіння зброєю є невід'ємною громадянською свободою американців і захищено Другою поправкою до Білля про права.
Національна стрілецька асоціація є найстарішою чинною організацією захисту цивільних прав у Сполучених Штатах. За інформацією власного вебсайту Асоціації, організація налічує близько чотирьох мільйонів членів.
Однак членство в асоціації також доступне й громадянам інших країн, які підтримують право на вільне володіння зброєю. Свою допомогу асоціації вони можуть надати через добровільні пожертвування та участь в акціях.